# Shirshasana

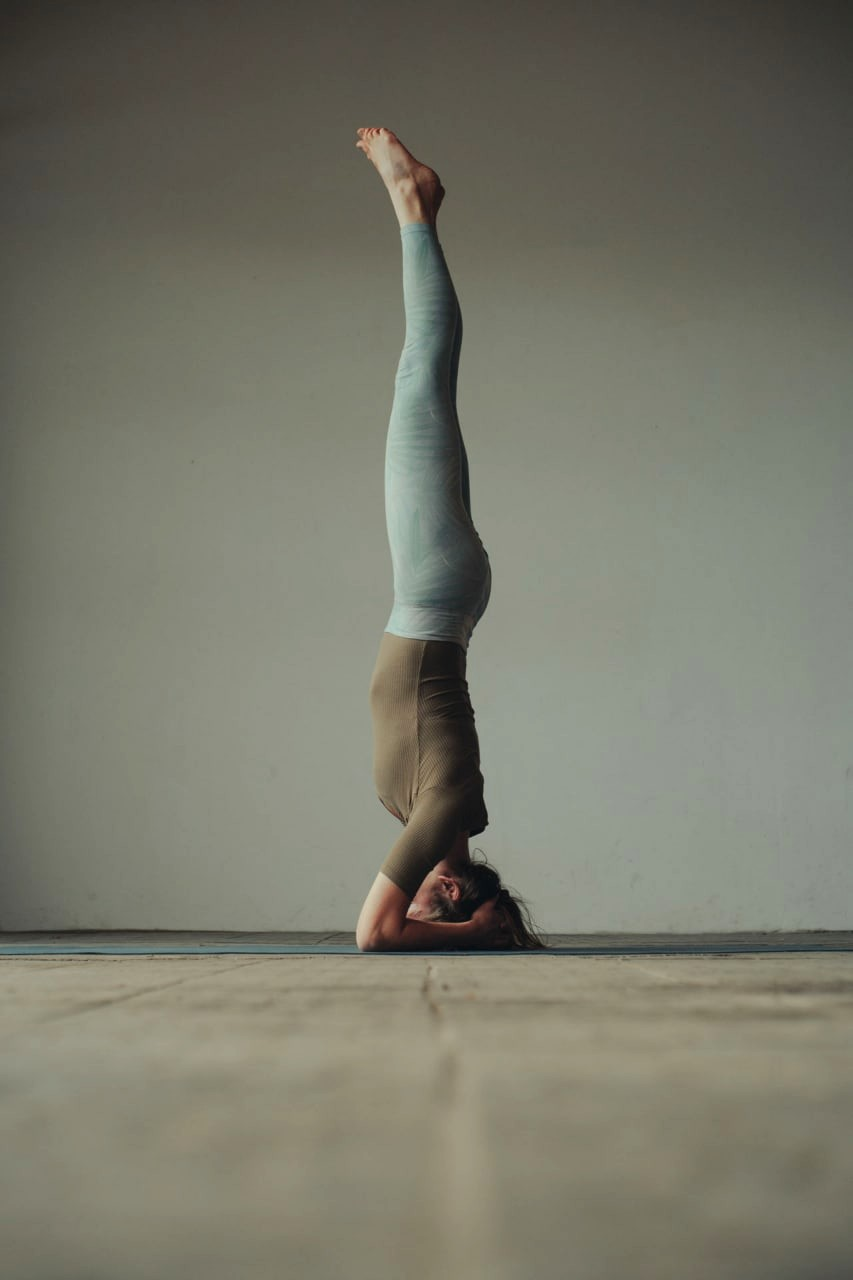
Shirshasana (Kopfstand)

Shirshasana, auch Sirshasana oder Sirsasana geschrieben (Sanskrit शीर्षासन, IAST śīrṣāsana), deutsch Kopfstand, ist eine der Hauptübungen des Hatha Yoga und gehört zu der Gruppe der Umkehrstellungen des Yoga. Der Sanskritname śīrṣāsana setzt sich aus den Wörtern śīrṣa „Kopf“ und āsana „Sitz“ oder allgemeiner übersetzt „Körperhaltung“ zusammen.
Shirshasana ist Teil der Rishikesh-Reihe, der Yoga Vidya Grundreihe und der zweiten Serie im Ashtanga (Vinyasa) Yoga.

## Vorbemerkung
Auf den ersten Blick scheint es, dass der Kopfstand in den alten Hatha-Yoga-Schriften nicht erwähnt ist, da der Sanskritname Shirshasana nicht explizit auftaucht. In der Hathapradipika erwähnt jedoch Vers III, 80 die Stellung Viparita Karani – viparīta „umgekehrt“, karaṇa „Handlung, Tätigkeit“ – und könnte damit den Kopfstand meinen: „Am ersten Tag soll man nur eine sehr kurze Zeit in dieser Haltung mit erhobenen Füßen und Kopf nach unten verbleiben.“ Deutlicher klärt dies Vers III, 35 in der Gherandasamhita: „Man stelle den Kopf auf die Erde und ebenso das Händepaar, und verweile standhaft mit hochgerichteten Beinen. Dies ist Viparita Karani.“

## Körperliche Ausführung
Das Sivananda Yoga Vedanta Zentrum beginnt die Anleitung mit dem Hinweis, dass beim Kopfstand der Schlüssel zum Gleichgewicht in dem Basisdreieck liege, dessen Eckpunkte durch die beiden Ellbogen und die Hände markiert werden. Dieses Dreieck sollte bewusst gebildet werden: Aus dem Fersensitz werden die Ellbogen in Schulterbreite auf dem Boden abgelegt und die Hände ineinander verschränkt.
Erling Petersen lässt nun die Beine strecken und mit den Zehenspitzen auf den Körper zuwandern. Dabei richten sich die Hüften immer mehr auf, bis „der Rücken gerade ist.“ Dies ist eine erste vorbereitende Stellung für den Kopfstand und kann für sich alleine geübt werden.

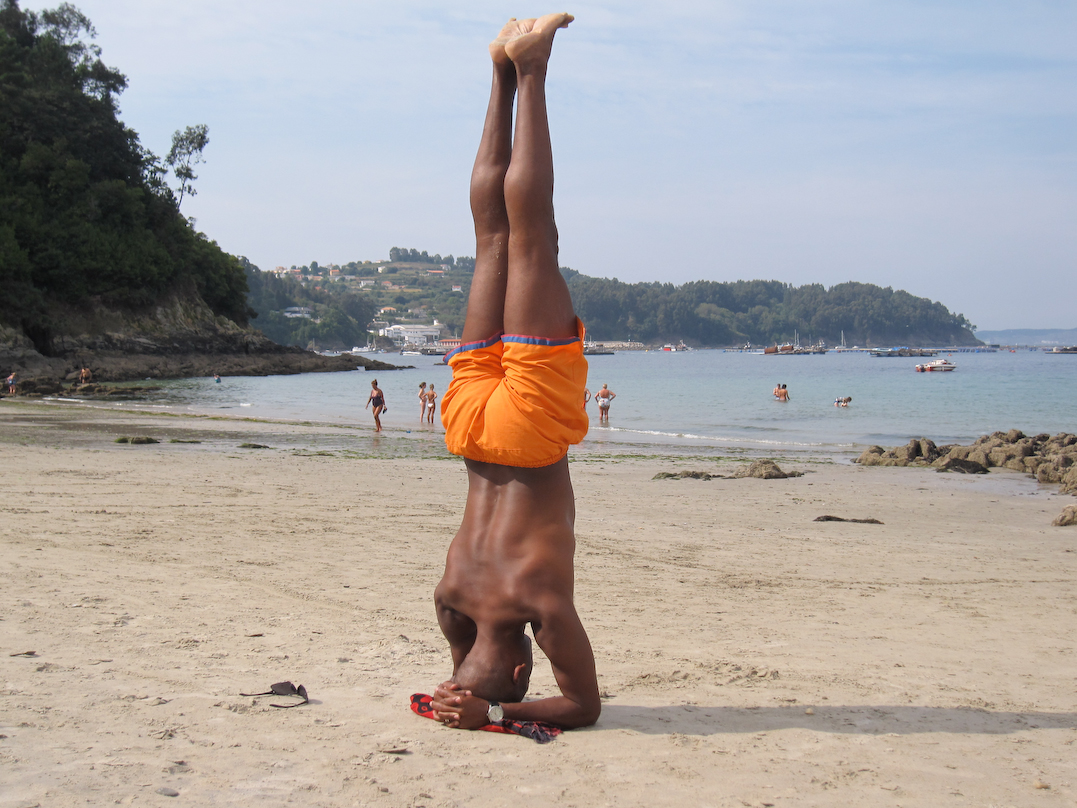
Shirshasana, die vertikale Aufrichtung ist deutlich sichtbar

Nun werden die Beine angewinkelt. Die Füße verlassen den Boden und die Fersen gehen in Richtung Gesäß. B. K. S. Iyengar empfiehlt, dieses Abheben der Füße vom Boden gut zu üben, bis man sich sicher fühlt und erst dann die Beine weiter in die Vertikale zu bewegen, indem man zuerst die Oberschenkel ins Lot führt. Schließlich werden die Beine ganz gestreckt, bis der Körper vollkommen im Lot steht.
Beim Verlassen der Stellung sei es wichtig, die Beine langsam zum Boden zurückzuführen und Sprünge zu vermeiden, sagt Swami Vishnudevananda und dann „sollte man den Kopf ein bis zwei Minuten gesenkt halten, um die Blutzirkulation wieder auszugleichen.“
Swami Sivananda, der Shirshasana als den König aller Asana bezeichnet, gibt den Hinweis, dass diese Asana unter Benutzung einer Wand leicht zu lernen sei: „Rücke die gefalteten Hände und den Kopf nahe an die Wand und stemme die Beine gegen die Wand. Versuche dann, die Beine von der Wand zu entfernen. So kannst du lernen, den Körper im Gleichgewicht zu halten.“

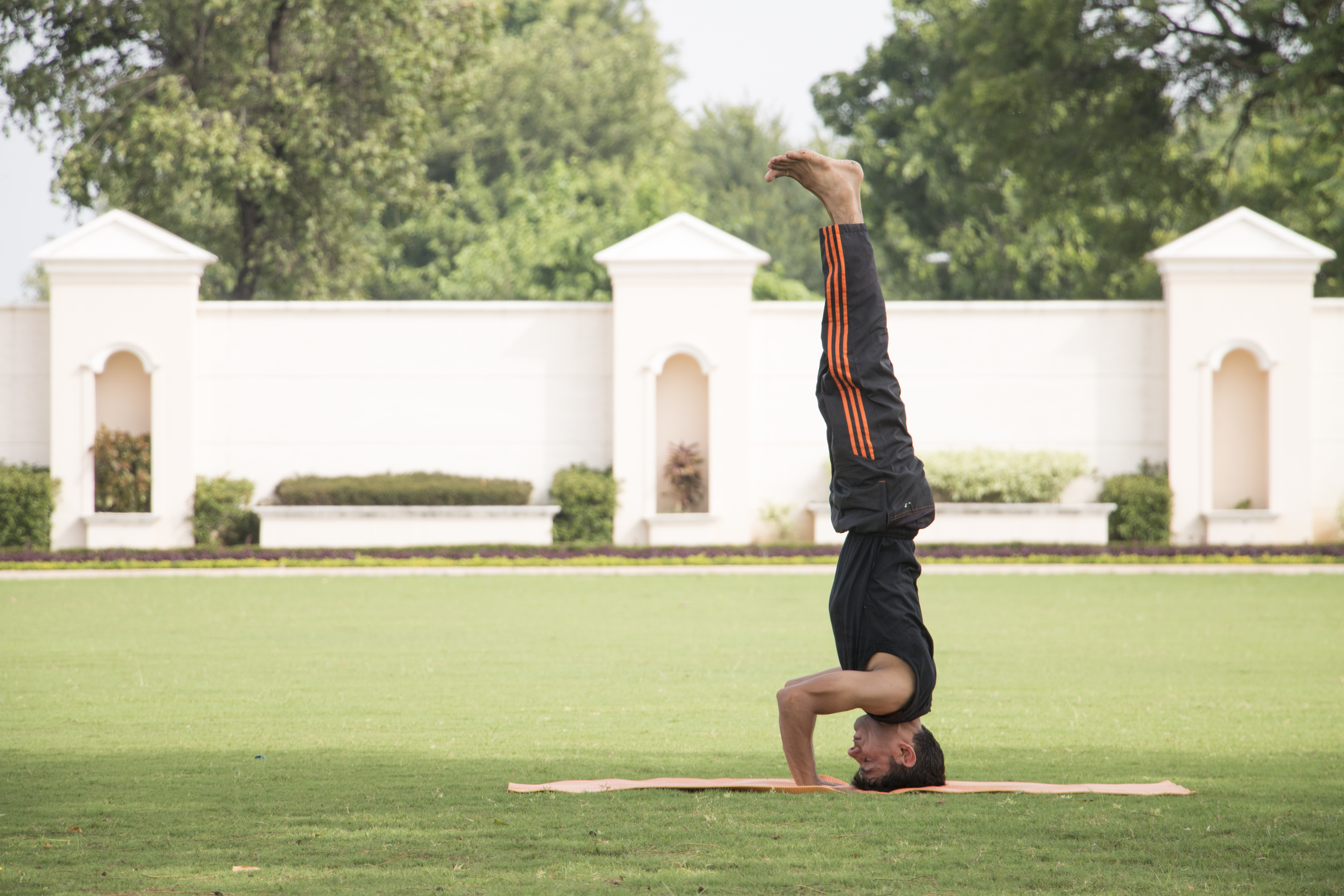
Kapalasana oder Salamba-Shirshasana

André van Lysebeth unterscheidet in seiner Anleitung zwischen Shirshasana und Kapalasana (IAST: kapālāsana), wobei kapāla „Haupt, Schädel“ bedeutet. Kapalasana bezeichnet also auch den Kopfstand. Im Gegensatz zu Shirshasana liegen die Unterarme nicht auf dem Boden auf, sondern der Kopf und die beiden abgestützten Handflächen bilden die Eckpunkte eines gleichseitigen Dreiecks. Iyengar nennt diese Stellung Salamba-Shirshasana. Das Sanskritwort sālamba bedeutet „unterstützt“.

## Führung der Aufmerksamkeit in der Übung
Die Konzentration auf die Wirbelsäule und auf den Punkt zwischen den Augenbrauen schlägt Swami Kriyananda, der Begründer des Ananda-Yoga, vor und empfiehlt, folgende Affirmation zu denken: „Ich bin Er! Ich bin Er! Ich bin der Selige Geist. Ich bin Er!“
Swami Sivananda lehrt, die Aufmerksamkeit auf den Atem zu lenken und zu lernen, nur durch die Nase zu atmen. „Du wirst einige Tage lang Schwierigkeiten haben, frei durch die Nase zu atmen, es aber dann ganz leicht finden.“

## Gesundheitliche Aspekte
B. K. S. Iyengar konstatiert, dass die Praxis von Shirshasana gesundes und reines Blut durch die Gehirnzellen strömen lässt. „Dies verjüngt sie, stärkt damit die Denkkraft und die Gedanken werden klarer.“ André van Lysebeth berichtet, dass durch die Umkehrhaltung die Organe des Bauchraums, der Schwerkraft enthoben, auf dem Zwerchfell aufliegen und durch die Atembewegung eine sanfte Massage erhalten. Dies stärke sie in ihrer natürlichen Funktion.